# Sega Space Harrier
La Sega Space Harrier es una videoconsola lanzada por Sega en 1985. Solamente se lanzaron 4 juegos para la consola: Enduro Racer, Hang-On, Space Harrier y Super Hang-On.

## Características
- CPU principal: 2 x MC68000 @ 10 MHz
- CPU de sonido: Z80 @ 4 MHz
- Chips de sonido:
  - 1.ª configuración: YM2151 @ 4 MHz & SegaPCM @ 15.625 kHZ
  - 2.ª configuración: YM2203 @ 4 MHz & SegaPCM @ 31.250 kHZ
- Resolución: 320 x 224